# 592 Bathseba
Az 592 Bathseba egy a Naprendszer kisbolygói közül, amit Max Wolf fedezett fel 1906. március 18-án.